# Vilmos Zsigmond
Vilmos Zsigmond (Seghedino, 16 giugno 1930 – Big Sur, 1º gennaio 2016) è stato un direttore della fotografia ungherese naturalizzato statunitense.
Vinse l'Oscar alla migliore fotografia per il film Incontri ravvicinati del terzo tipo (1977), ottenendo altre tre candidature: nel 1979 per Il cacciatore, nel 1985 per Il fiume dell'ira e nel 2007 per The Black Dahlia.

## Filmografia parziale
- Viaggiatori del tempo (The Time Travelers), regia di Ib Melchior (1964)
- Il ritorno di Harry Collings (The Hired Hand), regia di Peter Fonda (1971)
- I compari (Mr. McCabe & Mrs. Miller), regia di Robert Altman (1971)
- Un tranquillo weekend di paura (Deliverance), regia di John Boorman (1972)
- Il lungo addio (The Long Goodbye), regia di Robert Altman (1973)
- Lo spaventapasseri (Scarecrow), regia di Jerry Schatzberg (1973)
- Un grande amore da 50 dollari (Cinderella Liberty), regia di Mark Rydell (1973)
- Sugarland Express (The Sugarland Express), regia di Steven Spielberg (1974)
- Incontri ravvicinati del terzo tipo (Close Encounters of the Third Kind), regia di Steven Spielberg (1977)
- Il cacciatore (The Deer Hunter), regia di Michael Cimino (1978)
- Rebus per un assassinio (Winter Kills), regia di William Richert (1979)
- I cancelli del cielo (Heaven's Gate), regia di Michael Cimino (1980)
- Blow Out, regia di Brian De Palma (1981)
- Tavolo per cinque (Table for Five), regia di Robert Lieberman (1983)
- Le streghe di Eastwick (The Witches of Eastwick), regia di George Miller (1987)
- Il falò delle vanità (The Bonfire of Vanities), regia di Brian De Palma (1990)
- Sliver, regia di Phillip Noyce (1993)
- Maverick, regia di Richard Donner (1994)
- Tre giorni per la verità (The Crossing Guard), regia di Sean Penn (1995)
- Assassins, regia di Richard Donner (1995)
- Spiriti nelle tenebre (The Ghost and the Darkness), regia di Stephen Hopkins (1996)
- Melinda e Melinda (Melinda and Melinda), regia di Woody Allen (2004)
- The Black Dahlia, regia di Brian De Palma (2006)
- Sogni e delitti (Cassandra's Dream), regia di Woody Allen (2007)
- Incontrerai l'uomo dei tuoi sogni (You Will Meet a Tall Dark Stranger), regia di Woody Allen (2010)
- Compulsion, regia di Egidio Coccimiglio (2013)